# Llista de valències dels elements
A continuació hi ha una llista d'elements més comuns amb la seva valència. La valència s'indica amb nombres romans.

## València I
- H - Hidrogen
- Li - Liti
- Na - Sodi
- K - Potassi
- Rb - Rubidi
- Cs - Cesi
- Fr - Franci
- Ag - Argent
- F - Fluor (és -1)

## València II
- Be - Beril·li
- Mg - Magnesi
- Ca - Calci
- Sr - Estronci
- Ba - Bari
- Ra - Radi
- O - Oxigen (és -2)
- Zn - Zinc
- Cd - Cadmi

## València III
- B - Bor
- Al - Alumini
- Ga - Gal·li
- In - Indi
- Sc - Escandi
- Ti - Titani

## València IV
- Si - Silici

## València I, III i V
- N - Nitrogen
- As - Arsènic
- Sb - Antimoni
- Bi - Bismut
- P - Fòsfor

## València II, IV i VI
- S - Sofre
- Se - Seleni
- Te - Tel·luri

## València I, II, III, V i VII
- Cl - Clor
- Br - Brom
- I - Iode

## València II i III
- Fe - Ferro
- Ni - Níquel
- Co - Cobalt

## València I, II
- Cu - Coure
- Hg - Mercuri (element) (Val. 1 només en estructures mol·leculars)

## València II, IV
- Pd - Pal·ladi
- Pt - Platí
- Ge - Germani
- Sn - Estany
- Pb - Plom
- Ir - Iridi
- C - Carboni

## València I i III
- Au - Or
- Tl - Tal·li

## València II, III i VI
- Cr - Crom

## València II, III, IV, VI i VII
- Mn - Manganès